# Carlik Jones
Carlik Anthony Jones (* 23. Dezember 1997 in Cincinnati, Ohio) ist ein US-amerikanisch-südsudanesischer Basketballspieler.

## Werdegang
Jones war als Schüler bis 2016 Mitglied der Basketballmannschaft der Aiken New Tech High School in Cincinnati. An der Radford University nahm er in der Saison 2016/17 nicht am Spielbetrieb teil, zwischen 2017 und 2020 bestritt er dann 99 Spiele für die Hochschulmannschaft, in denen Jones im Durchschnitt 15,7 Punkte je Begegnung erzielte.
2020 wechselte er an die University of Louisville. Für die Mannschaft erzielte Jones in der Saison 2020/21 im Mittel 16,8 Punkte und bereitete im Durchschnitt 4,5 Korberfolge seiner Mannschaftskameraden vor.
Bei seinem ersten Verein im Berufsbasketball, den Texas Legends, war Jones in der Saison 2021/22 mit 21,1 Punkten je Begegnung wie zuvor während seiner Zeit in der NCAA ein Leistungsträger. Den Punktewert in der NBA-G-League steigerte er im Spieljahr 2022/23, als er für die Windy City Bulls im Durchschnitt 26,1 Punkte erzielte. Jones stand mit diesem Wert auf dem ersten Platz der Korbschützenliste der NBA-G-League und wurde als bester Spieler der Liga in der Saison 2022/23 ausgezeichnet.
Jones bestritt zwischen 2021 und 2023 des Weiteren insgesamt zwölf Spiele in der NBA für die Dallas Mavericks, Denver Nuggets und Chicago Bulls. Dallas stattete ihn im Dezember 2021 mit einem Vertrag für zehn Tage aus, die Denver Nuggets verpflichteten ihn Anfang Januar 2022 für dieselbe Zeitspanne und in Chicago erhielt Jones Anfang März 2023 einen Vertrag.
Jones stand im Spieljahr 2023/24 in Diensten der Zhejiang Golden Bulls in der Volksrepublik China. Er kam für die Mannschaft auf einen Mittelwert von 16,7 Punkten je Begegnung. Im August 2024 vermeldete KK Partizan Belgrad Jones’ Verpflichtung. Er wurde mit der Mannschaft in der Saison 2024/25 Meister der Adriatischen Basketballliga.

### Nationalmannschaft
Jones wurde Nationalspieler des Südsudan. Bei der Weltmeisterschaft 2023 war er der beste Korbvorbereiter aller teilnehmenden Spieler, Jones kam im Turnierverlauf auf durchschnittlich 10,6 Pässe, die unmittelbar zu Korberfolgen seiner Mannschaftskameraden führten. Er erzielte bei der WM ebenfalls einen Punktedurchschnitt von 20,4 je Begegnung und erlangte mit der Mannschaft des Südsudan das Teilnahmerecht für die Olympischen Sommerspiele 2024. In einem Vorbereitungsspiel gegen sein Geburtsland kurz vor dem olympischen Turnier kam Jones als erster Spieler in einem Länderspiel gegen die Nationalmannschaft der Vereinigten Staaten auf zweistellige Werte in den statistischen Wertungen Punkte, Rebounds und Vorlagen. Bei den Olympischen Spielen in Paris gewann Jones im Sommer 2024 mit dem Südsudan eines seiner drei Turnierspiele.